# Johann Baptist Huber

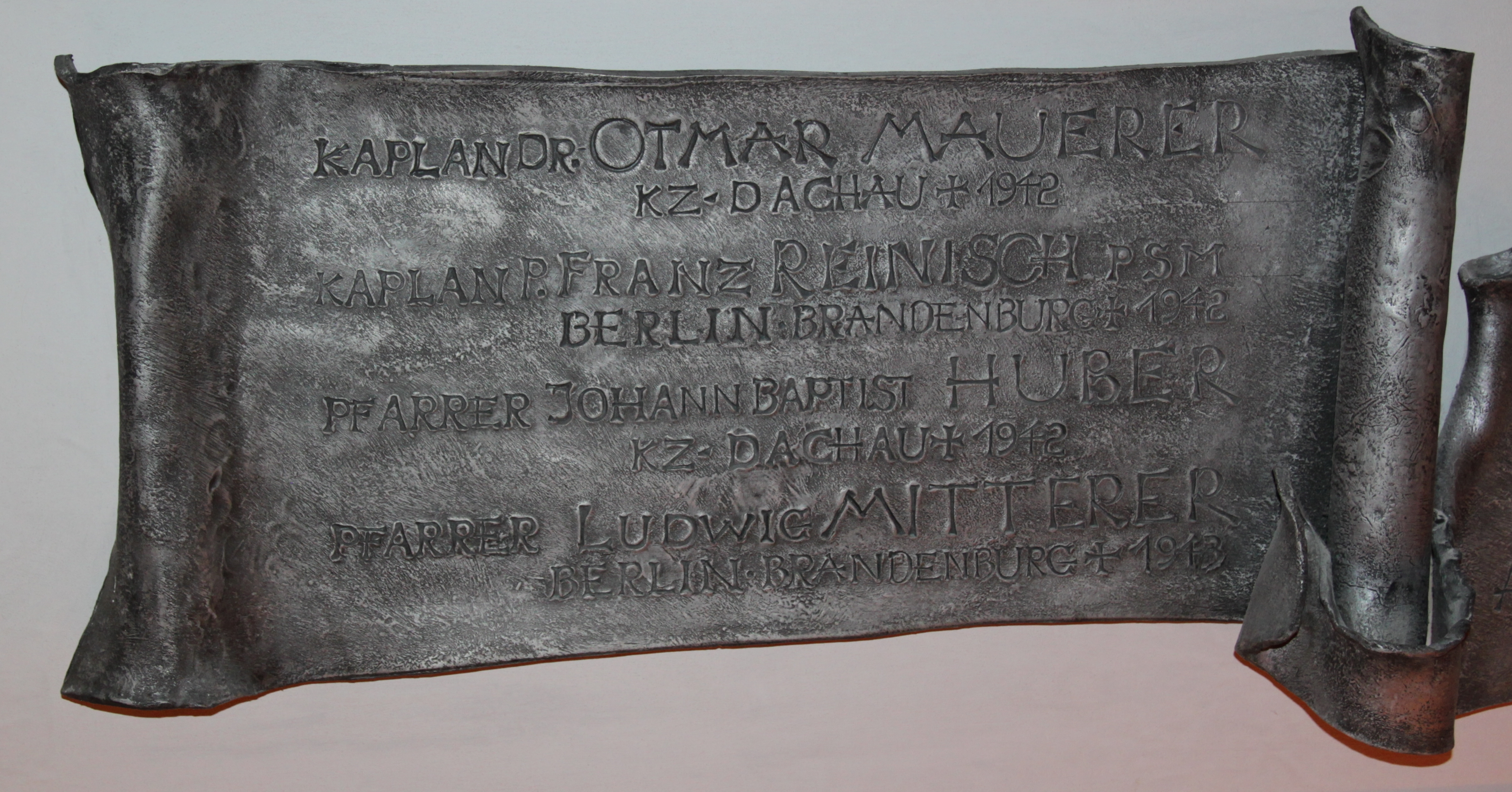
Namenstafel in der Gedächtniskapelle Passauer Dom

Johann Baptist Huber (* 2. April 1892 in Alzgern; † 13. September 1942 in Schwabing) war ein deutscher katholischer Geistlicher und Widerstandskämpfer.

## Leben

### Ausbildung
Er besuchte das humanistische Kurfürst-Maximilian-Gymnasium in Burghausen und begann nach dem Abitur 1912/13 sein Studium an der philosophisch-theologischen Hochschule in Passau.

### Erster Weltkrieg
Beim Ausbruch des Ersten Weltkriegs meldete er sich als Freiwilliger zur Bayerischen Armee. Zuletzt war er Oberleutnant im Reserve-Infanterie-Regiment 17 und Führer einer MG-Kompanie. Für seine Leistungen war Huber mit beiden Klassen des Eisernen Kreuzes, dem Militärverdienstorden IV. Klasse und dem Verwundetenabzeichen in Silber ausgezeichnet worden. Nach dem Krieg schloss er sich einer Freiformation an und nahm bei Neuötting an Feuergefechten teil.

### Priester
1921 empfing er in Passau die Priesterweihe, am 21. Juli 1921 feierte er in Alzgern Primiz. Ab August 1921 war er Kooperator in Passau St. Paul, ab Januar 1926 an der Dompfarrei St. Stephan. Huber engagierte sich beim Aufbau des katholischen Vereinswesens. Als aktiver Sportler förderte er besonders den DJK-Sportverband, daneben betreute er die Soldaten der Garnison Passau, für die er Gottesdienste und Exerzitien organisierte.

### Stadtpfarrer
Im Herbst 1931 wurde er Stadtpfarrer von Landau an der Isar. Sein Engagement für die DJK brachte ihn bald in Konflikt mit der Deutschen Turnerschaft. 1932 beschwerte sich der streitbare Geistliche bei der Regierung gegen Lehrer, die Parteiabzeichen trugen. In Vorträgen, Predigten und Presseartikeln bekämpfte er die Nationalsozialisten.
Auch nach deren Machtübernahme 1933 schreckte er vor keinem Konflikt mit den neuen Machthabern zurück. Häufig ging es dabei um Symbole wie die Uniformen der Katholischen Jugend und die Fahne der Kolpingsfamilie.
Von 1938 bis 1942 war er Vorsitzender des Priestervereins Passau. In dieser Funktion stand er Priestern bei, die unter anderem wegen Kanzelmissbrauch in Konflikt mit dem NS-Regime gekommen waren. Mit Kriegsbeginn widmete er sich besonders der Betreuung der Soldaten. An Landauer Soldaten sandte er Feldpostbriefe, die das Bistumsblatt, die Heimatzeitung und persönliche Schreiben enthielten.
Wegen einer Grabrede wurde er im Dezember 1940 erstmals inhaftiert. Am 14. April 1942 wurde Huber erneut verhaftet und ins Gefängnis nach Landshut gebracht. Die Begründung lautete, er habe trotz Verwarnung das Sammeln von Feldpostanschriften und die organisierte Versendung religiöser Druckschriften an Wehrangehörige fortgesetzt.
Am 5. Juni 1942 wurde er in das Konzentrationslager Dachau überstellt und erhielt die Häftlingsnummer 30.353. Am 8. September kam er in das Krankenhaus in Schwabing, wo er wenige Tage später an Auszehrung starb. Nach der Einäscherung im Krematorium von Dachau wurde die Urne in Kastl im Grab von Angehörigen beigesetzt, offenbar um mögliche Unruhen an seinem Wirkungsort Landau oder seinem Geburtsort Alzgern zu vermeiden.

## Gedenken
Die katholische Kirche hat Stadtpfarrer Johann Baptist Huber als Glaubenszeugen in das deutsche Martyrologium des 20. Jahrhunderts aufgenommen.
In Landau an der Isar ist nach ihm eine Straße benannt, außerdem trägt die dortige Schule für individuelle Lernförderung (Pfarrer-Huber-Schule) seinen Namen. In der Gedächtniskapelle des Passauer Doms ist Huber vermerkt. Zudem gibt es eine „Johann-Huber-Straße“ im Passauer Stadtteil Haidenhof.